# Livan Automotive
Livan Automotive — совместное предприятие китайских компаний Geely и Lifan, ориентировано на производство электромобилей с возможностью замены аккумуляторов. Совместное предприятие производит электромобили на существующих платформах Geely под брендами Livan и Maple.

## История
Бренд был основан 24 января 2022 года в результате слияния компаний Maple и Lifan Technology.
В 2022 году, после того как Lifan Group была приобретена  Geely Holding Group, Geely реконсолидировала и объединила свою предыдущую дочернюю компанию, бренд Maple (Maple Automobile Co., Ltd.), с брендом Livan, в результате чего Maple покинула рынок как независимый бренд.
Первоначально Shanghai Maple (SMA, Shanghai Maple Automobiles) бренд был основан в 2000 году и производил автомобили под маркой Huapu (Maple).  Первый автомобиль Shanghai Maple был выпущен летом 2003 года на базе Citroën ZX 1990-х годов.  Geely приобрела стратегический холдинг Shanghai Maple в 2002 году, а в 2008 году Shanghai Maple была полностью объединена с Geely в качестве бюджетного бренда, прежде чем в 2010 году он был сокращен в пользу бюджетного бренда Englon.
В марте 2013 года Geely и Kandi Technologies создали совместное предприятие Zhejiang Kandi Electric Vehicles Investment с долями 50:50, занимающееся исследованиями и разработками, производством, маркетингом и продажей электромобилей на материковой части Китая.  В результате этого партнерства в 2020 году был возрожден бренд Maple. Возрожденный бренд Maple начал выпуск серии доступных электромобилей на базе существующих бензиновых автомобилей Geely, начиная с Maple 30X, созданного на базе Geely Vision X3.
В марте 2021 года Kandi Technologies вышла из своей доли, передав 22 процента акций компании Geely.  В 2022 году Geely запустила совместное предприятие Lifan и Maple под названием Livan (Ruilan, 睿蓝).  Geely объявила о выпуске Maple Leaf 60S, первого автомобиля Geely с возможностью замены аккумулятора под брендом Livan, произведенного совместно с Lifan на базе Geely Emgrand GL.  В начале 2022 года бренд Maple был объединен с новым брендом Livan, став названием модели, используемым в устаревших моделях.
Во время запуска бренда Livan в июне 2022 года была представлена совершенно новая модель, электрический кроссовер-фастбэк Livan 7, а несколько дней спустя на автосалоне в Чунцине 2022 года впервые был показан электрический среднеразмерный кроссовер Livan 9, который основан на Geely Haoyue.

## Текущий модельный ряд
- Livan S6 PRO (с 2023)
- Livan X6 PRO (c 2023)
- Livan Maple 30X/ X3 Pro (с 2020), компактный SUV, основан на Geely Vision X3
- Livan Maple 80V (с 2020), минивэн, электрический вариант  Geely Jiaji
- Livan Maple 60S (с 2021) седан, электрический вариант  Geely Emgrand L
- Livan 9 (с 2022), среднеразмерный SUV, электрический вариант  Geely Haoyue
- Livan 7 (с 2022), электрический SUV

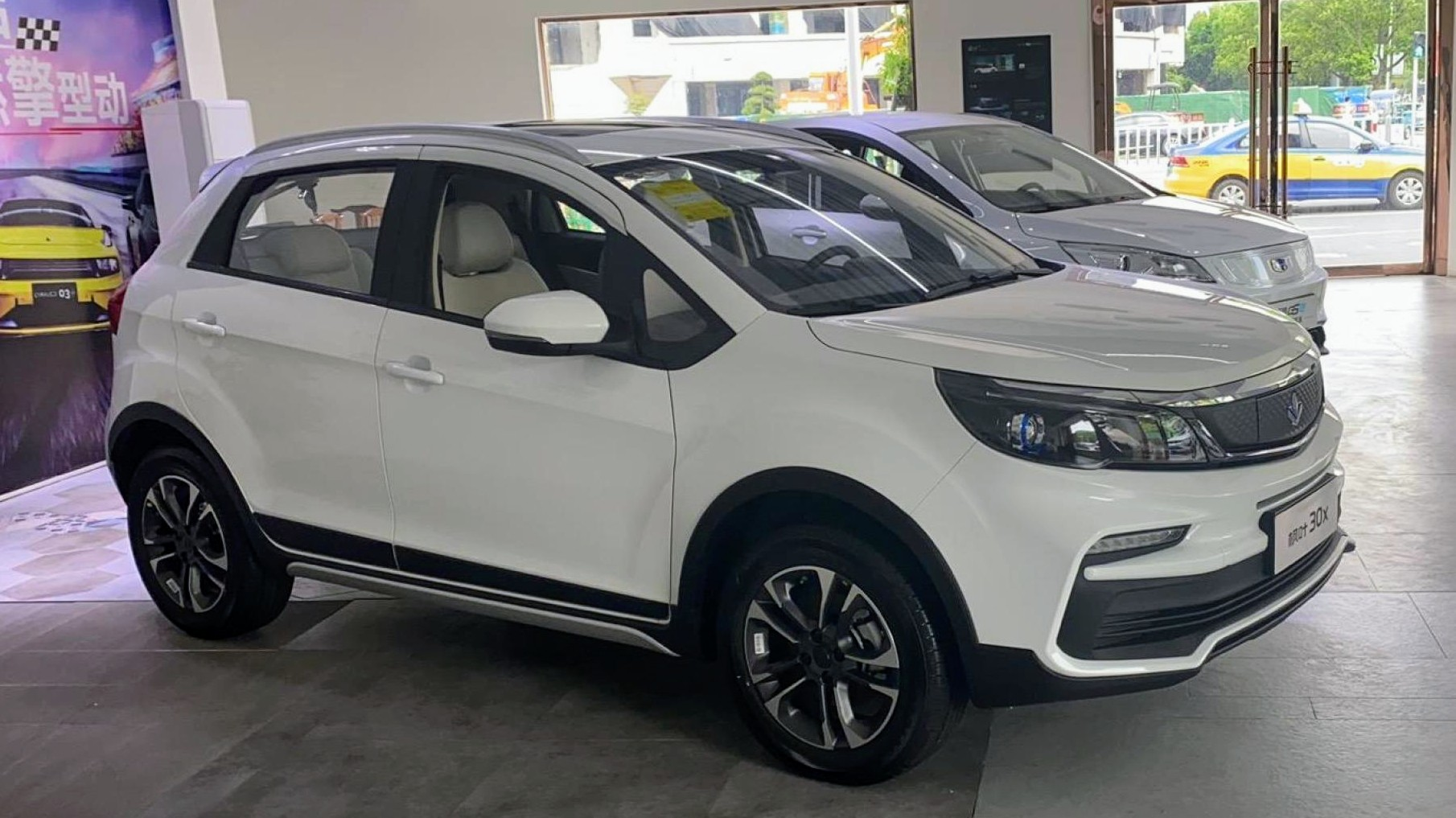
Livan Maple 30X
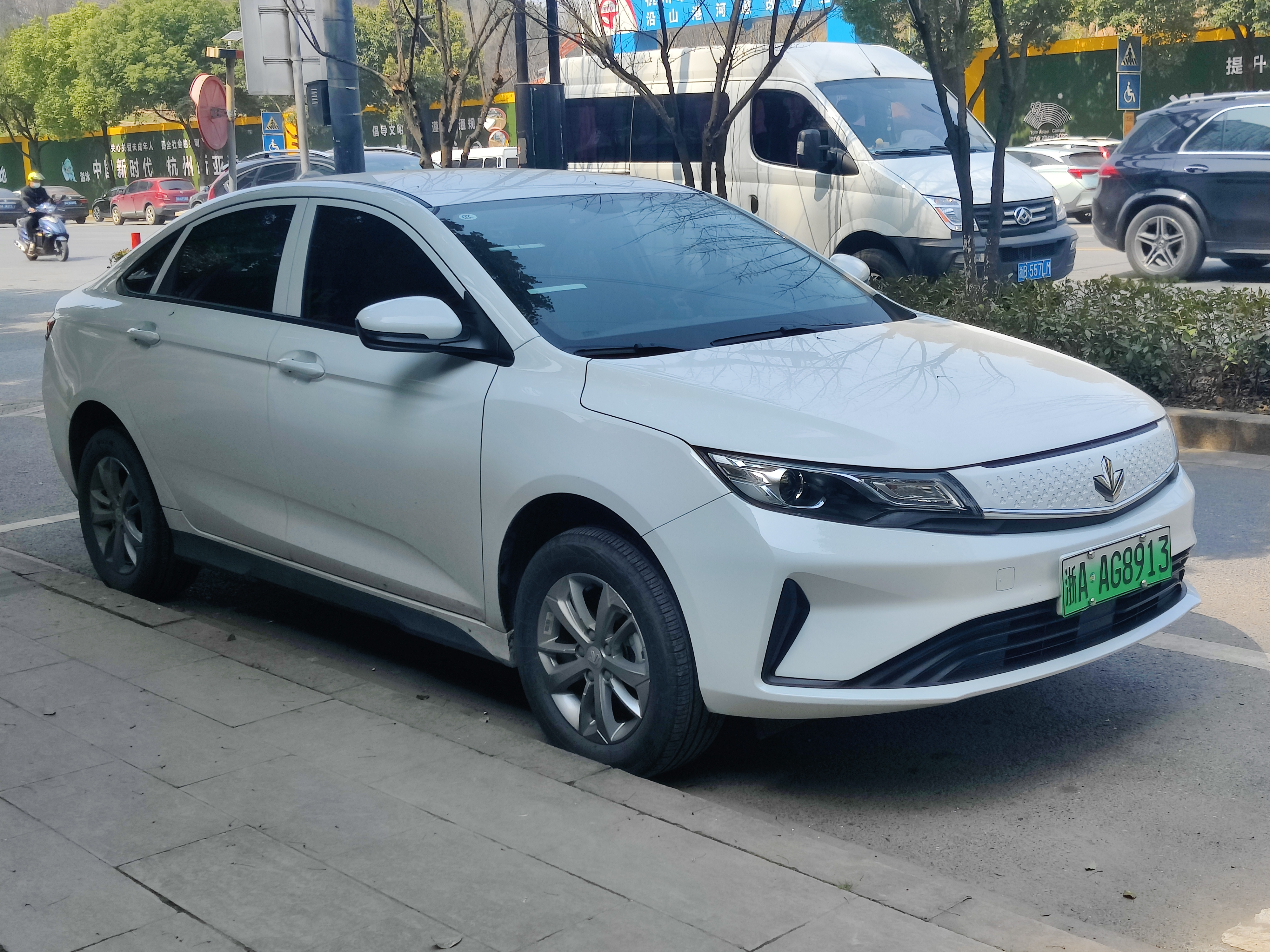
Livan Maple 60S
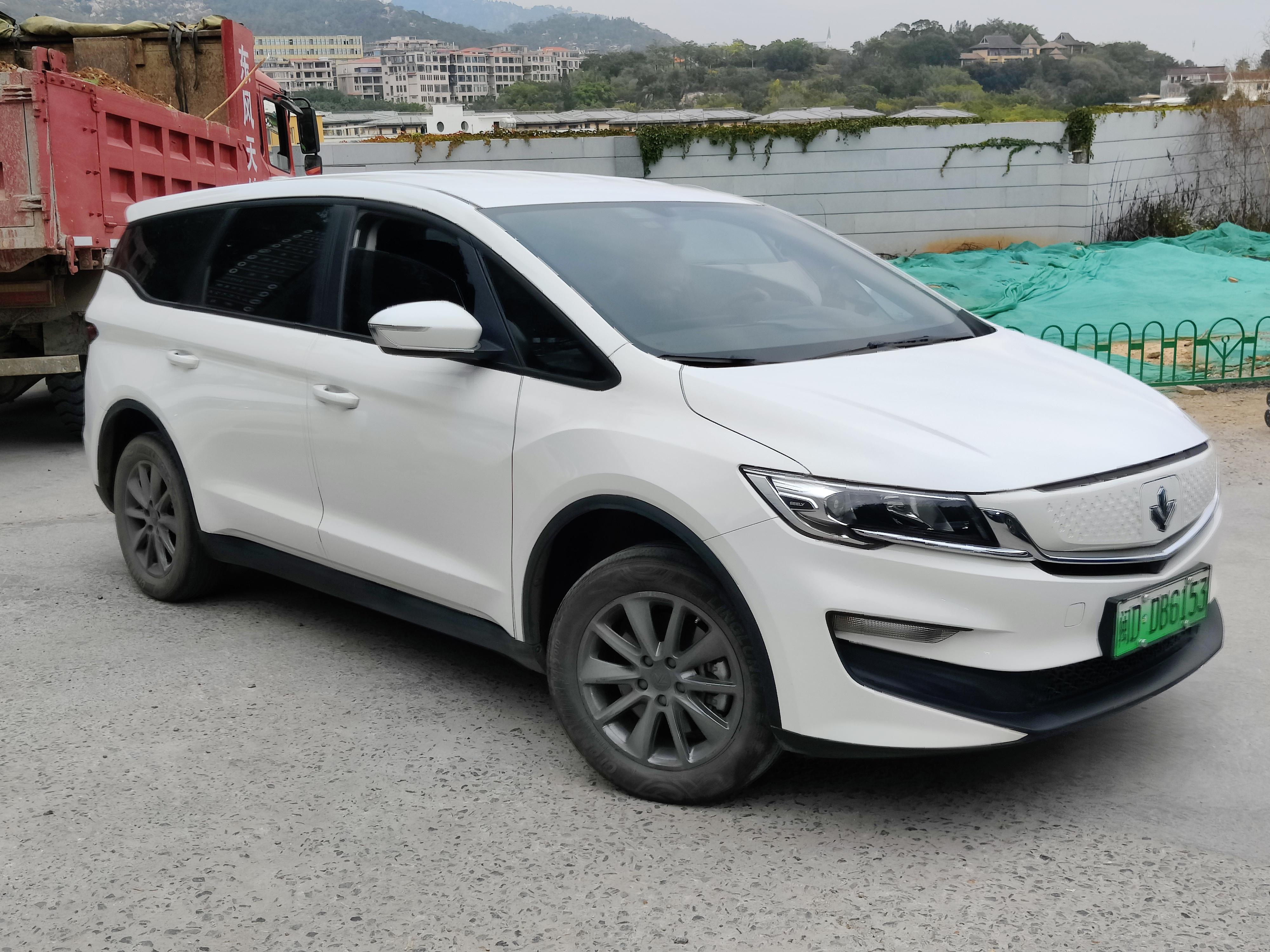
Livan Maple 80V
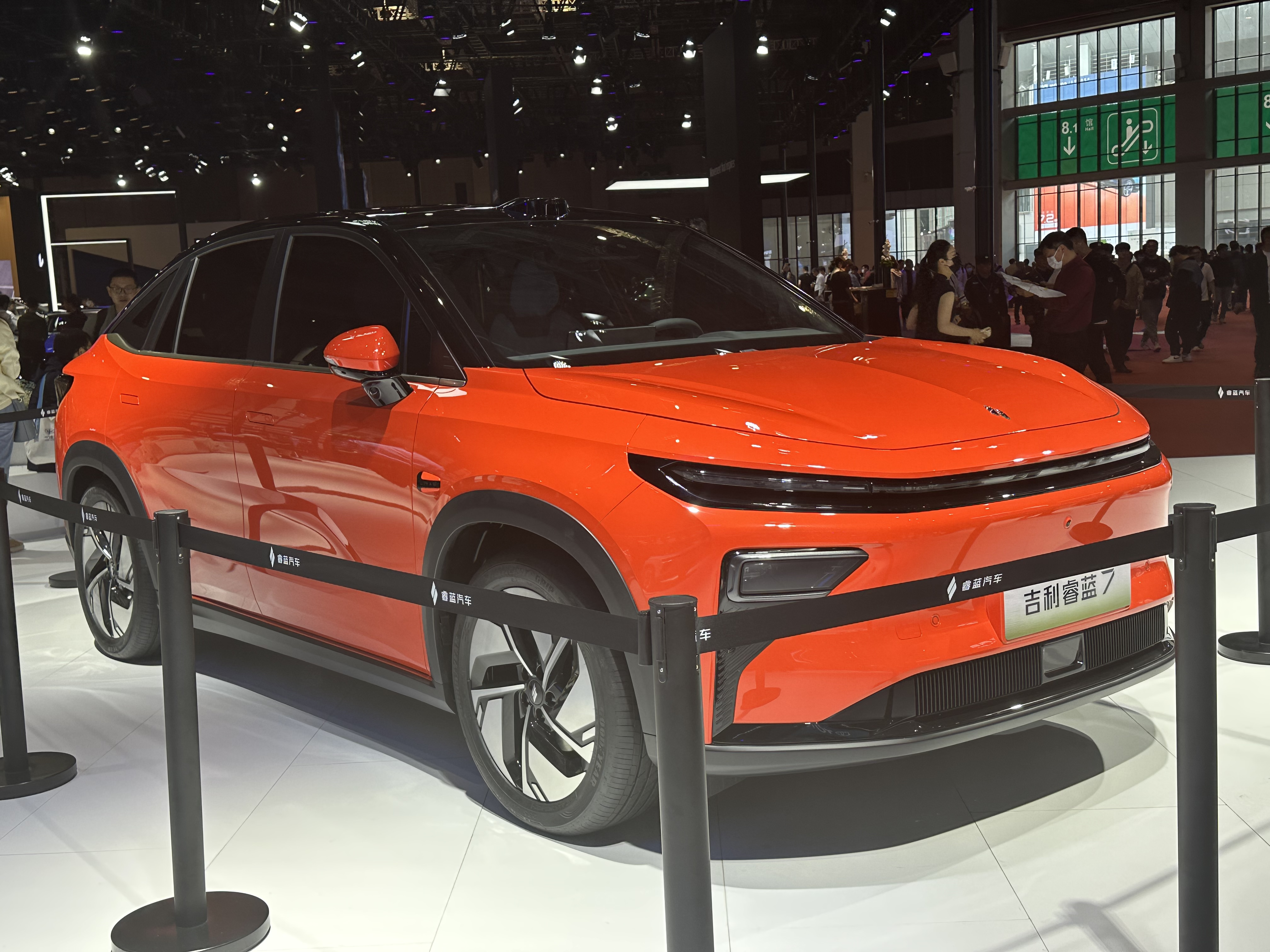
Livan 7
Livan 9
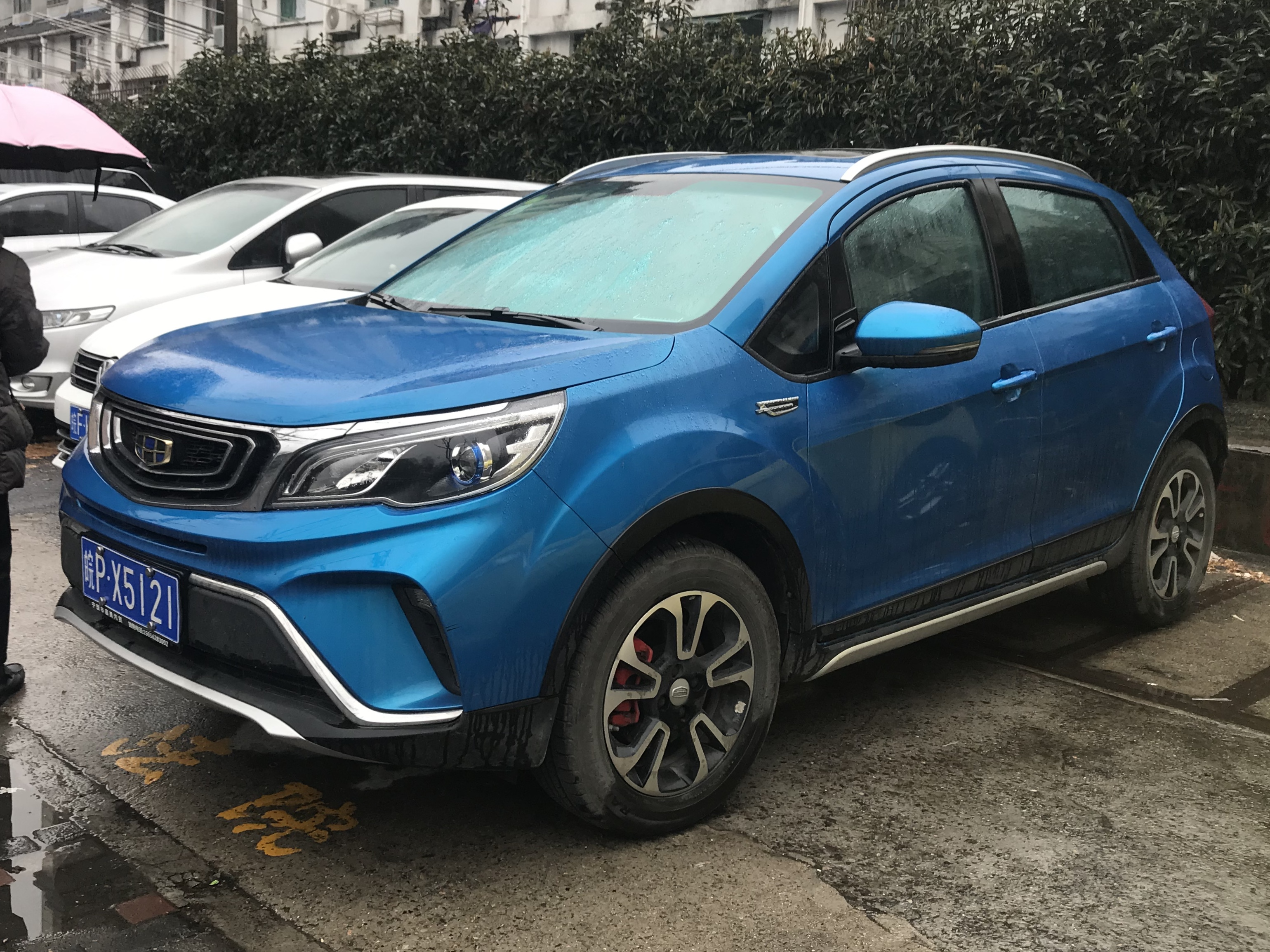
Livan X3 Pro